# Istnienie
Istnienie (łac. existentia) – jedna z najbardziej fundamentalnych (obok pojęcia istoty – essentia) kategorii (pojęć) metafizycznych. 
W filozofii klasycznej (arystotelesowsko-tomistycznej) fakt bycia, czegoś, co określa i specyfikuje istota. Każdy byt składa się z istoty – tego, czym ten byt jest, i istnienia – faktu bycia. Każdy byt jest więc istotą (essentia) istniejącą.
W historii filozofii pojęcie istnienia było szeroko dyskutowane:
- Platon – naprawdę istnieją tylko idee,
- Arystoteles – istnieją rzeczy złożone z aktu i potencji,
- Tomasz z Akwinu – istnieje tylko Bóg – jedyny Byt będący czystym Aktem Istnienia, inne byty tylko partycypują – otrzymują istnienie od Niego,
- Martin Heidegger – nowa metafizyka = prawdziwa ontologia czyli teoria istnienia.